# Colaptes
Colaptes (grondspechten) is een geslacht van vogels uit de familie spechten (Picidae). De naam Colaptes komt van het werkwoord koláptein (κολάπτειν) uit het Oudgrieks, wat pikken betekent. In het Engels heten deze soorten flicker wat zoiets als trillen betekent: snel elkaar opvolgende pikbewegingen maken.

## Kenmerken
Deze spechten zijn van boven bruin of groen en hebben vleugels met zwarte lijntjes. Van onder zijn ze beige gekleurd met vaak stippels of streepjes op buik en borst. De veren van de kop zijn vaak kleurrijk. Veel van deze soorten zijn, vaker dan gewoonlijk bij spechten, op de bosbodem actief. 

## Soorten
Het geslacht bestaat uit 14 soorten plus een uitgestorven soort:
- Colaptes aeruginosus – Bronsvleugelspecht
- Colaptes atricollis – Zwartnekgrondspecht
- Colaptes auratus – Gouden grondspecht
- Colaptes auricularis – Grijskruinspecht
- Colaptes campestris – Camposgrondspecht
- Colaptes chrysoides – Californische grondspecht
- Colaptes fernandinae – Cubaanse grondspecht
- Colaptes melanochloros – Groenbandgrondspecht
- Colaptes mexicanoides – Guatemalagrondspecht
- Colaptes pitius – Chileense grondspecht
- Colaptes punctigula – Vlekborstgrondspecht
- Colaptes rivolii – Roodmantelspecht
- Colaptes rubiginosus – Olijfrugspecht
- Colaptes rupicola – Andesgrondspecht

### Uitgestorven
- † Colaptes oceanicus – Bermudagrondspecht